# Alluaudomyia bimaculata
Alluaudomyia bimaculata är en tvåvingeart som beskrevs av Clastrier och Wirth 1961. Alluaudomyia bimaculata ingår i släktet Alluaudomyia och familjen svidknott.
Artens utbredningsområde är Nigeria. Inga underarter finns listade i Catalogue of Life.